# Línea 4 (Metro de Barcelona)

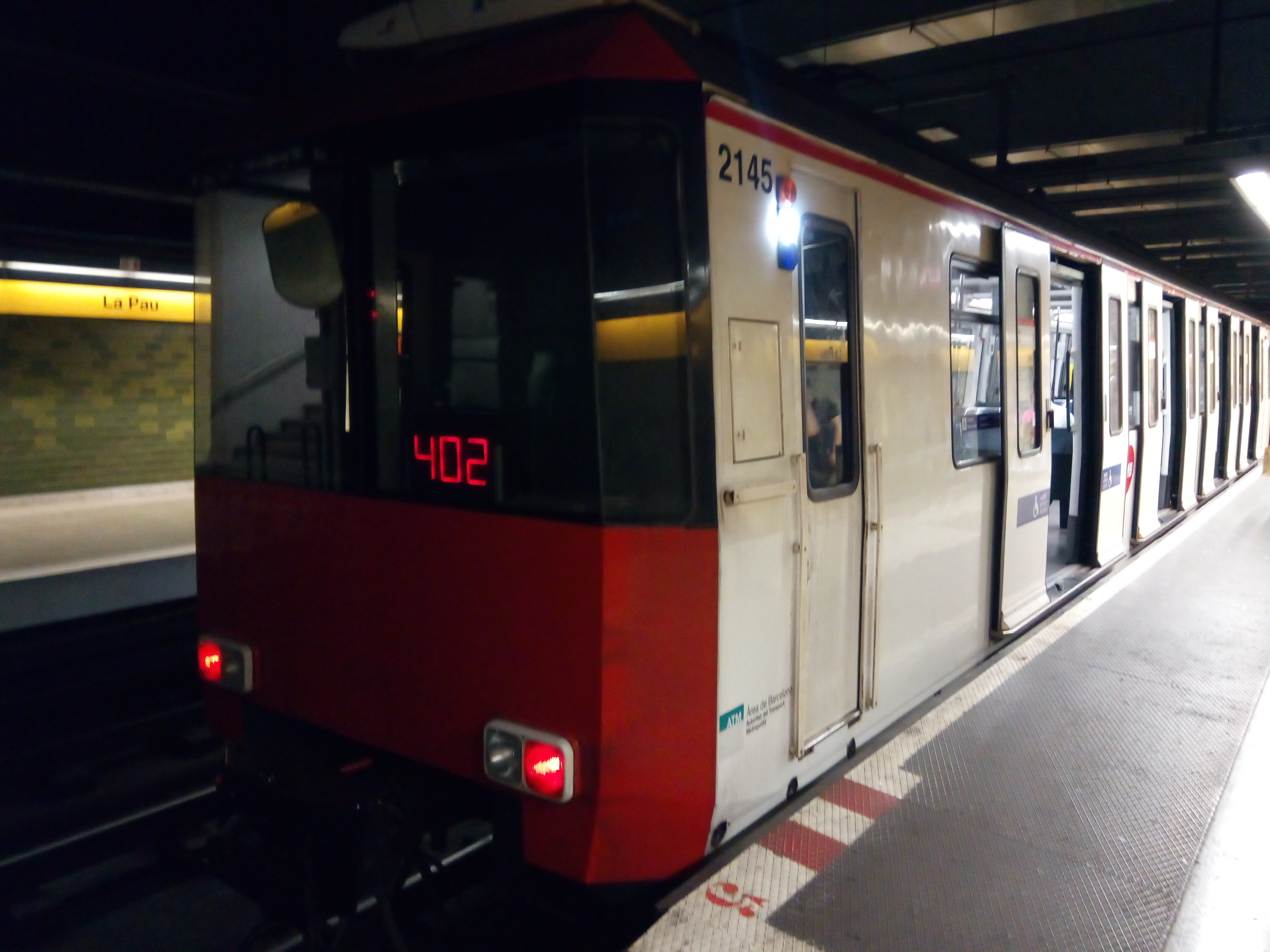
Unidad de la serie 2100 de CAF en la Estación de La Pau

La Línea 4 del Metro de Barcelona es una línea de ferrocarril metropolitano soterrado que da servicio a la ciudad de Barcelona. Aunque su fecha de inauguración es en 1973, parte de su trazado se puso en servicio en 1926 como un ramal del Gran Metropolitano (actual L3) entre Paseo de Gracia y Jaume I. Los túneles se construyeron en 1908, siendo los más antiguos de la red de metro barcelonesa, cuando se creó la Vía Layetana.
El trazado de la línea, que une Trinitat Nova y La Pau, es de doble vía soterrada. Las cocheras y talleres se encuentran en la estación de Trinitat Nova y en el Triangle Ferroviari (triángulo ferroviario), situado cerca de la estación de La Pau. Tiene enlaces de servicio con la línea 1 en Urquinaona, con la línea 2 en La Pau y Paseo de Gracia, con la línea 3 en Paseo de Gracia y Trinitat Nova, con la línea 5 en Maragall y Verdaguer y con la línea 11 en Trinitat Nova, aparte de enlaces con Cercanías Renfe y TRAM.

## Características generales
La línea 4 es una línea operada por Transportes Metropolitanos de Barcelona (TMB). El trazado de la línea es de doble vía soterrada. Los talleres y las cocheras se encuentran en Roquetes y en las cocheras del Triángulo Ferroviario.
Actualmente circulan trenes de las series 2100 y 9000. El 28 de septiembre de 2006 la línea 2 incorporó las 7 primeras unidades de la serie 9000, fabricadas por Alstom para la L9 y L10. Aunque estos son los primeros trenes de la red de metro preparados para circular con el sistema ATC-S de conducción automática, en las líneas L2 y L4 sí circulan con conductor. Los 15 trenes de la serie 2100, fabricados en 1997, fueron traspasados progresivamente a la L4 desde la L2 en 2007. Antiguamente habían circulado trenes de las series 300 y 1100.
La línea 4 tiene una longitud de 17,3 kilómetros, 22 estaciones, 19 trenes en hora punta y el año 2010 recibió un total de 51,2 millones de viajes, siendo la cuarta línea por volumen de viajes después de las líneas L1, L3 y L5.

### Estaciones
Las estaciones presentan mayoritariamente andenes laterales, excepto Trinitat Nova, que cuenta con andén central. Es de las líneas con menos estaciones adaptadas a personas con movilidad reducida, con el 81,2% de adaptadas (18 de 22). No lo están Maragall, Verdaguer, Urquinaona y Ciutadella-Vila Olímpica. Hay un total de once estaciones con correspondencia con otras líneas de metro, tranvía y trenes de cercanías y regionales.
| Estación                      | Metro | Otros |
| ----------------------------- | ----- | ----- |
| Trinitat Nova                 |       |       |
| Maragall                      |       |       |
| Guinardó-Hospital de Sant Pau |       |       |
| Joanic                        |       |       |
| Verdaguer                     |       |       |
| Paseo de Gracia               |       |       |
| Urquinaona                    |       |       |
| Jaume I                       |       |       |
| Barceloneta                   |       |       |
| Ciutadella-Vila Olímpica      |       |       |
| Selva de Mar                  |       |       |
| El Maresme-Fòrum              |       |       |
| Besòs Mar                     |       |       |
| Besòs                         |       |       |
| La Pau                        |       |       |

## Historia

Ferrocarril Metropolitano Norte-Sur de Barcelona.

La actual línea 4 es fruto de diferentes proyectos ferroviarios que fueron variando a lo largo de los años. Inicialmente nació de la mano de la compañía Gran Metropolitano de Barcelona (GMB) como un ramal (Línea II), una rama abierta en 1926 que conformaba una "Y" con el Gran Metro. Sin embargo, los túneles eran anteriores: se construyeron en 1908 durante las obras que ejecutó el Ayuntamiento de Barcelona en Via Layetana con motivo del Plan de Reforma de la Ciudad. Posteriormente, el Plan de Metros de 1966 planificó hacer una línea circular, similar a la que actualmente es, aprovechando el ramal del GMB. En 1973 se reabrió al público de forma segregada bajo la denominación línea IV.

### Antecedentes
Durante el siglo XIX, la población de Barcelona se quintuplicó a causa de la industrialización de la ciudad, llegando a los 544.137 habitantes en 1900. En 1863 se inauguró el Ferrocarril de Barcelona en Sarrià (actualmente Línea Barcelona-Vallès) y en 1872 la primera línea de tranvías con tracción animal, desde el Pla de la Boqueria en la Villa de Gracia. 
En 1900, el tráfico rodado había aumentado considerablemente y las principales vías se iban atascando. Pablo Muller y Gonçal Zaragoza solicitaron en 1907 la concesión de un ferrocarril subterráneo en Barcelona, llamado Ferrocarril Metropolitano Norte-Sur de Barcelona, para unir el parque de la Ciudadela con la Bonanova, pasando subterráneamente a través del paseo de Colón, la Rambla, plaza de Cataluña, paseo de Gracia, calle Grande de Gracia, plaza de Lesseps, la montaña del Putxet y el paseo de Sant Gervasi. A pesar del interés, tanto para técnicos y autoridades municipales, los autores del proyecto no encontraron la financiación necesaria para llevarlo a cabo y transfirieron todos los derechos de la concesión al Banco de Vizcaya.

### Gran Metro

El recorrido del Gran Metro (L3 y L4) en 1946.

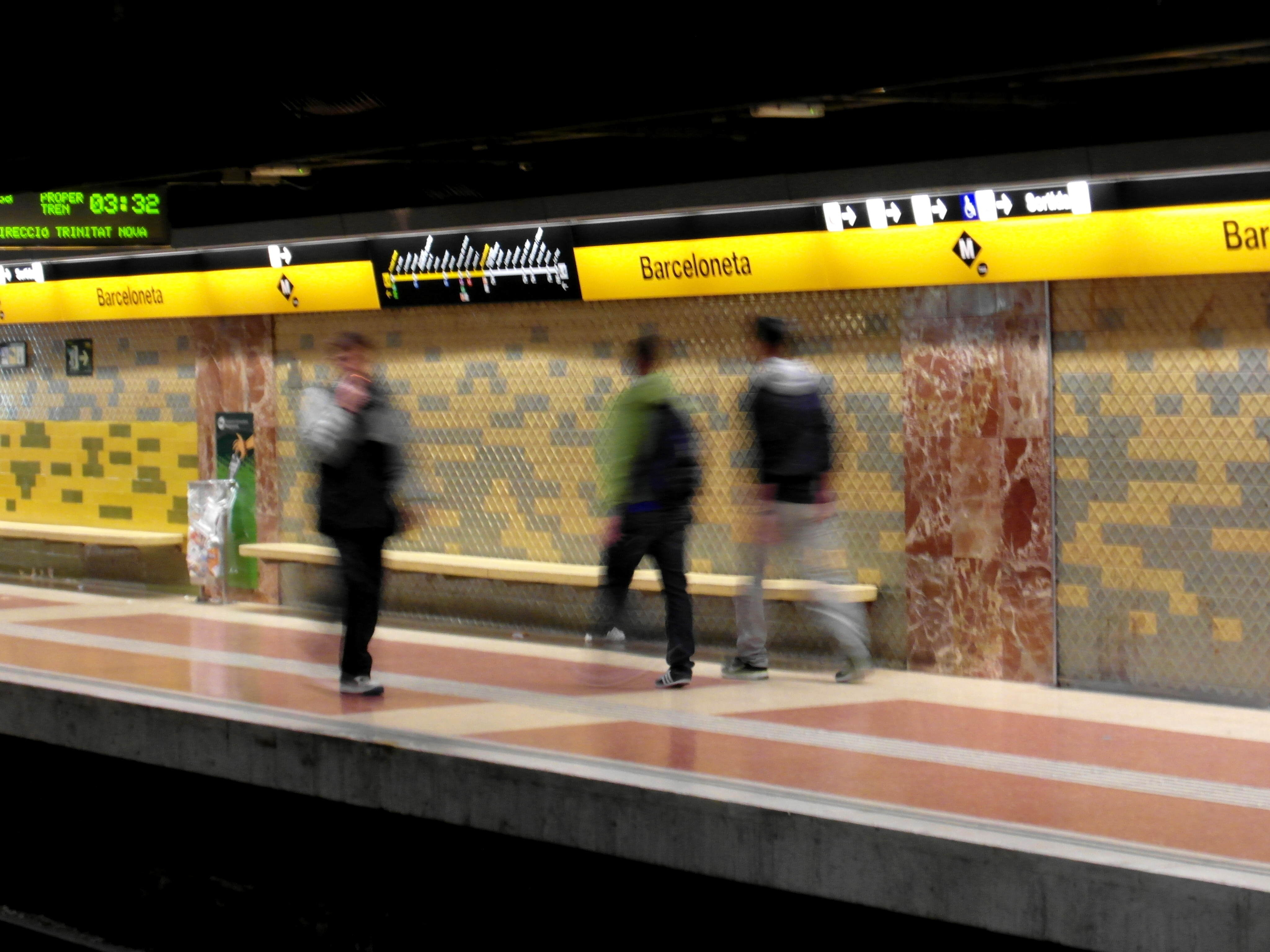
Andenes de la línea 4 en la estación de Barceloneta.

En 1920 el Banco de Vizcaya decidió retomar el proyecto debido al progresivo aumento del tráfico de la red de tranvías, la inauguración del metro de Madrid y el interés generado por la construcción del Metro Transversal. Por Real Orden del 12 de febrero de 1921 se otorgaba a este banco la concesión del ferrocarril eléctrico subterráneo por 99 años. Para coordinar la gestión de la línea y ampliar la financiación, Banco de Vizcaya se asoció a otras empresas de transporte público de Barcelona, constituyendo así una nueva sociedad denominada Gran Metropolitano de Barcelona S.A. (GMB).
Al poco de iniciarse las obras en julio de 1921, la sociedad GMB presentó un proyecto de modificación del trazado modificando los dos extremos de la línea y que fue aprobado por la División de Ferrocarriles en 1922. Por un extremo se situaba la estación terminal en la plaza de Lesseps, en vez de en el paseo de Sant Gervasi, ya que en los últimos años se habían construido varias líneas de tranvías en la zona y GMB quería solicitar la concesión de una nueva línea que pasaría por la misma. En el otro extremo se modificaba el proyecto inicial para la construcción de una nueva línea que se iniciara en paseo de Gracia hasta el Portal de Mar, ya que la construcción de los túneles a lo largo del paseo de Colón se complicaba debido a que el subsuelo está formado por bloques de piedra de la antigua escollera y podría causar filtraciones de agua. El trazado de esta previsto por la ronda de San Pedro y la Vía Layetana. En la Vía Layetana se aprovecharían los túneles ya existentes que construyó el Ayuntamiento de Barcelona en 1908 durante el Plan de Reforma de la Ciudad y que todavía no se habían utilizado. GMB adquirió los túneles por 800.000 pesetas, pagando adicionalmente al ayuntamiento un canon anual de 45.000 pesetas y una participación de la explotación de la línea.
Con la modificación se pasaba de tener una línea a dos en forma de Y con un tramo común, llamadas «Línea I» de Lesseps a Liceo y «Línea II» desde Aragón (ahora Paseo de Gracia) a Correos. Además, GMB también proyectaba la construcción de tres líneas más:
- Línea III: Hacia el norte, desde Lesseps en San Gervasio, Vallcarca y Horta con una longitud de 4.917 metros.
- Línea IV: Línea de circunvalación desde Lesseps en Sarrià, Les Corts, Sants, Hostafrancs, el Pueblo Seco, la Rambla, por la avenida de la Catedral hacia el Parque de la Ciudadela y la Estación de Francia, donde enlazaría con la Línea II.
- Línea V: Desde la Estación de Francia hacia el paseo de Colón, la Puerta de la Paz y la Rambla de Santa Mónica hasta estación de Liceu, donde enlazaría con las líneas I y IV.

Las obras se hicieron de forma subterránea en el Ensanche y el Gracia para no afectar a los colectores y la zanja que había en la calle Aragón como consecuencia de la construcción de la línea Barcelona-Tarragona, mientras que en Ciutat Vella se hicieron a cielo abierto.
La inauguración del primer ferrocarril metropolitano de la ciudad se produjo el 30 de diciembre de 1924, presidida por Fernando de Baviera en representación del rey Alfonso XIII. Se abrió el tramo entre la estación de Cataluña y la estación de Lesseps de la Línea I, ya que el tramo de Liceu estaba más atrasado. Tenía una longitud de 2.741 metros con cuatro estaciones: Lesseps, Diagonal, Aragó (ahora Paseo de Gracia) y Cataluña, con ascensores en Lesseps y Fontana. Esta última estación fue abierta posteriormente el 1 de mayo de 1925. Por su parte, la ampliación hasta Liceo fue abierta el 5 de julio del mismo año.

### Línea II del GMB
La línea II llevaba un gran retraso debido a la abundancia de aguas subterráneas y a la construcción de la estación de Jaume I, ya que el Ayuntamiento de Barcelona no permitía parar la circulación en Vía Layetana. El primer tramo de esta línea se inauguró el 19 de diciembre de 1926, entre Aragón y Jaime I, con una tercera estación en Urquinaona. La prolongación de la línea II hasta Correos se inauguró el 20 de febrero de 1934, siendo un tramo de vía única que posteriormente se desdoblaría en la década de 1940. También se prolongaría la línea I en 1946 desde Liceo hasta Fernando.
A finales de esta década no se pudieron realizar tres proyectos de ampliación por varias razones:
- Prolongación de la línea II desde Correos hasta la Estación de Francia.
- Prolongación de la línea I desde Lesseps hasta la calle de Padua (rechazado por el Ministerio de Obras Públicas).
- Construcción de una nueva estación, Travessera, entre Fontana y Diagonal (fue aprobado por el ministerio y se llegó a expropiar la finca, pero el expediente se alargó demasiado).

### Municipalización y absorción del Gran Metro
El 30 de octubre de 1952, el pleno del Ayuntamiento de Barcelona aprobó un acuerdo donde se preveía la municipalización de todas las empresas de transporte público de la ciudad. El 31 de diciembre de 1954 se adquirió un paquete de acciones de control y la mayoría del capital social de la sociedad GMB. Una de las mejoras más importantes que trajo esto consigo fue la construcción de una galería de conexión a los andenes en las estaciones de Cataluña del Gran Metro y el Metro Transversal. Tras la fusión, las líneas I y II del GMB (La Y por completo) pasaron a denominarse Línea III.

### Proyecto de Línea IV

La Línea 4 según el plan de 1966 (en negro) y el de 1974 (en gris).

En la década de 1960 ya aparece el proyecto de la línea IV, pero se modifica varias veces a lo largo de las siguientes décadas. En el Plan de Metros de 1966 se propone la segregación del ramal de Vía Layetana de la línea III desde la bifurcación de Aragón, en la estación de Paseo de Gracia, hasta la estación de Correos para crear una línea circular en el Ensanche, Ciudad Vieja, San Martín, San Andrés, Guinardó y Gracia.
En 1971 se modifica el proyecto, dejando de ser una línea circular, se rompe el círculo del norte para unirse Maragall con Vía Favencia (situada cerca de la actual Vía Julia) por un lado y hasta Buen Pastor por el lado de La Verneda. El Plan de Metros de 1974 mantiene el proyecto hasta Vía Favencia y por el lado de Buen Pastor hasta el Singuerlín en Santa Coloma de Gramanet.

### Inauguración de la Línea IV
La estación de Correus se cerró al público el 20 de marzo de 1972, mientras que el tramo entre Urquinaona y Jaume I se cerró el 4 de abril del mismo año debido a las obras de adaptación de las estaciones, dejando así de pertenecer a la Línea III.
El 5 de febrero de 1973, terminadas ya las obras, el ministro de Obras Públicas del Gobierno de España inauguró la línea IV, que comprendía el tramo cerrado entre Urquinaona y Jaume I y cuatro estaciones más entre Urquinaona y Joanic (Gran Vía, Gerona, General Mola y Joanic). Se abría con dos correspondencias, una con la Línea I en Urquinaona y otra con la línea V en General Mola (actual Verdaguer). El tramo puesto en funcionamiento tenía tres kilómetros de longitud. Posteriormente, la estación de Gran Vía (ahora Paseo de Gracia) abrió un enlace con la actual L3 a finales de año.

### Tramo Correos - la Pau

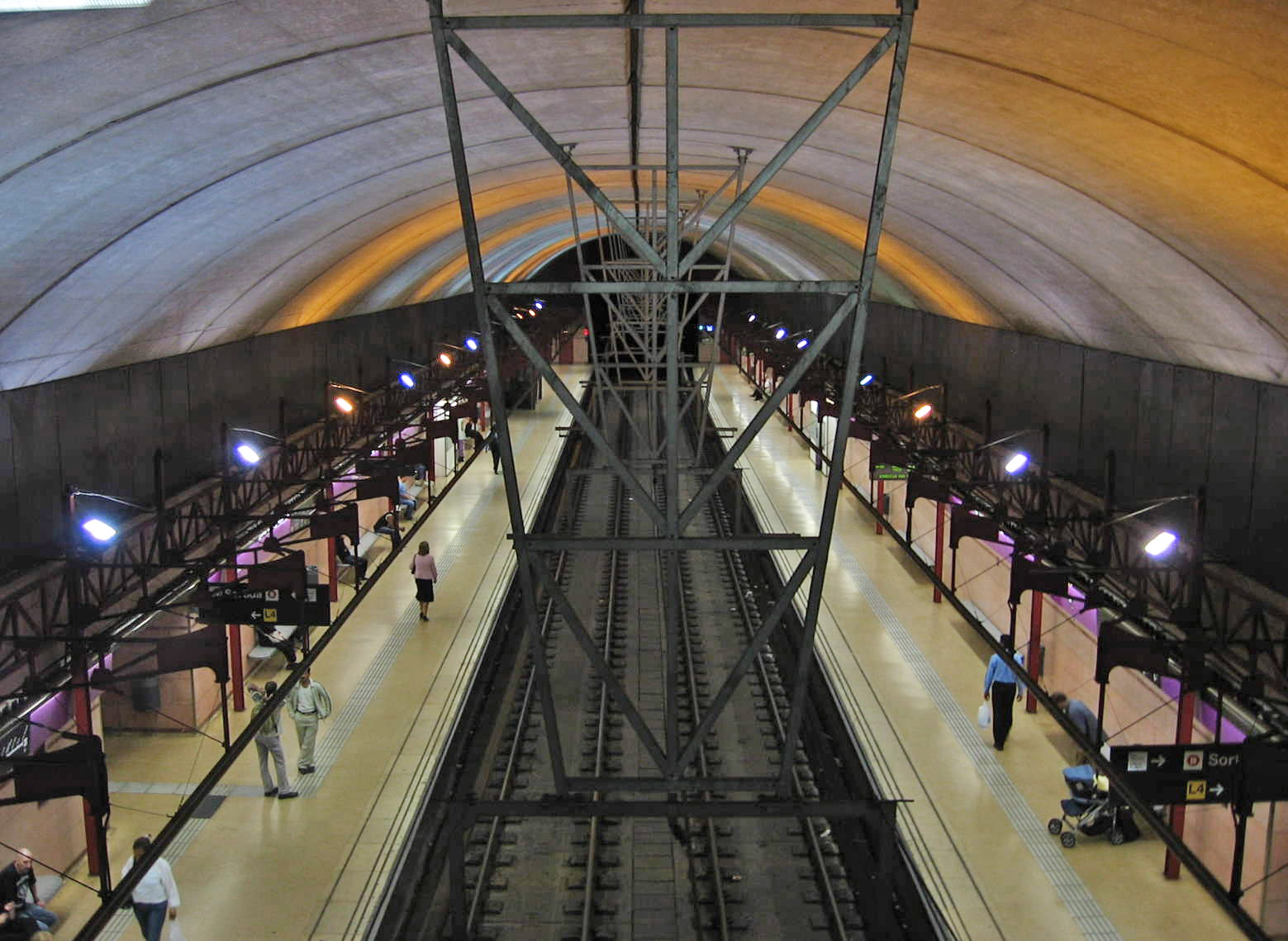
Andenes de la estación de La Pau.

En febrero de 1970 se anunciaron las obras, autorizadas por el Consejo de Ministros, de cinco kilómetros y seis nuevas estaciones desde la estación de Correos hasta Selva de Mar. La proximidad al mar era una de las dificultades que ya se preveían en la obra.
El 15 de marzo de 1976 se inauguró la prolongación entre la estación de Correos y Barceloneta, que permitía en esta última enlaces con RENFE en la antigua estación de las Cercanías, contigua a la Estación de Francia. La prolongación pasaba a unir Jaime y Barceloneta, suprimiendo con esto la estación intermedia de Correos, que pasó a ser terminal en la línea II del Gran Metro desde el 20 de febrero de 1934 hasta 1972 cuando se cerró para llevar a cabo las obras de prolongación, dejándola fuera de servicio y convirtiéndola así en una estación fantasma.
La estación de Correos fue construida en su momento con una sola vía y un solo acceso en la plaza Antonio López junto a la sede central de Correos. Actualmente, desde los vagones los pasajeros todavía pueden ver anuncios de la época y propaganda electoral de 1971 cuando el tren pasa por la estación.
El día 7 de octubre de 1977 se abría el tramo de cuatro kilómetros entre Ciudadela y Selva de Mar con cinco estaciones, dejando así de ser la estación de Barceloneta la terminal de la línea.
En 1982 se prolongó hasta La Pau con tres estaciones. El nuevo tramo tenía 2.558 metros, llegando a los barrios del Besós, la Verneda y La Paz. La estación de Besós Mar se inauguró con el nombre de la Mina, pero ya se anunció durante el acto oficial que se cambiara el nombre de la estación. La estación El Maresme-Fòrum, entre Selva de Mar y Besòs Mar, se construyó posteriormente y entró en servicio en 2003 para dar cobertura a los vecinos del barrio del Maresme de Barcelona y al Forum Universal de las Culturas que tuvo lugar el año siguiente.

### Tramo Joanic - Trinitat Nova

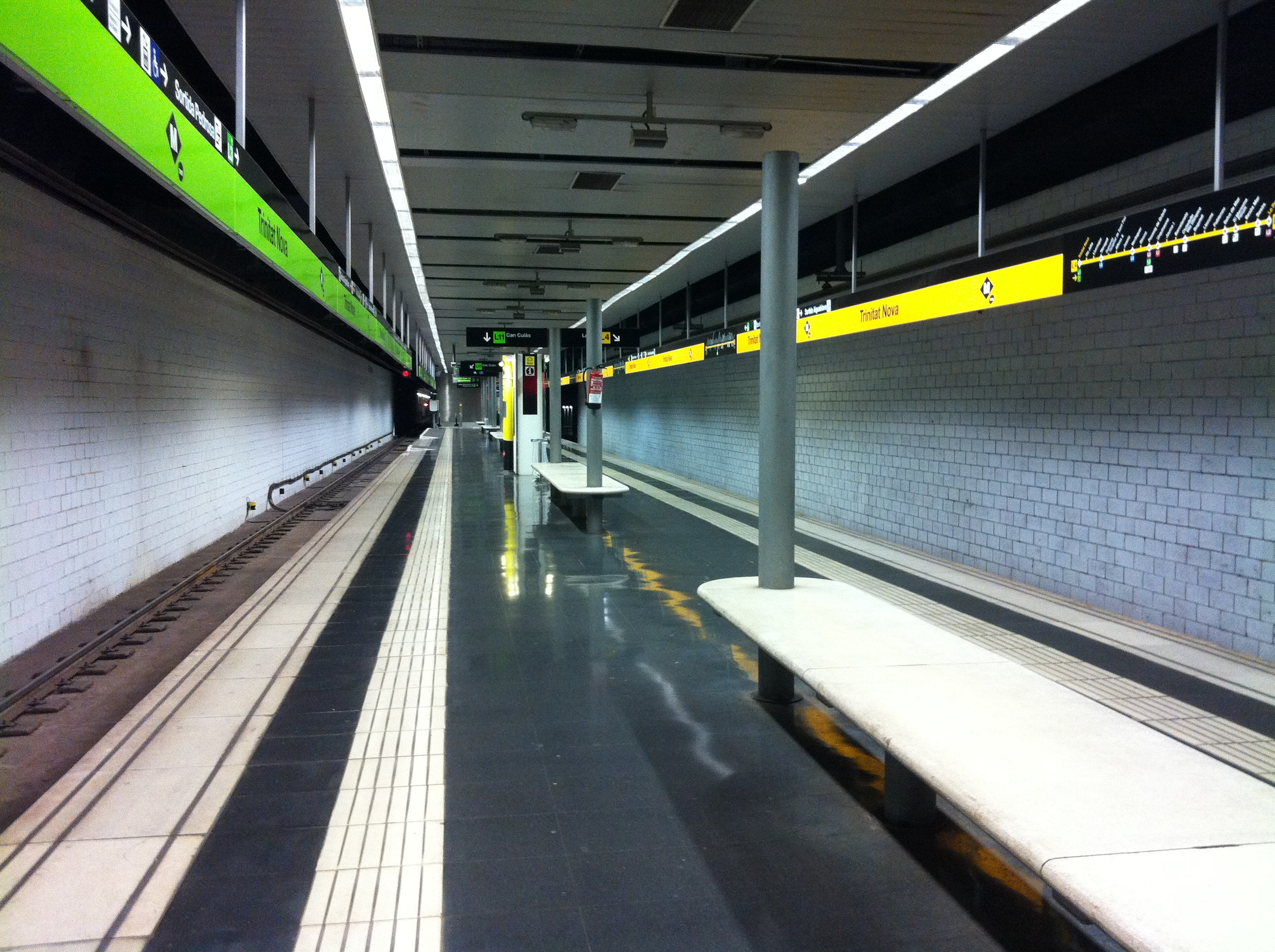
Estación de Trinitat Nova, con las vías de la L11 a la izquierda y las de la L4 a la derecha.

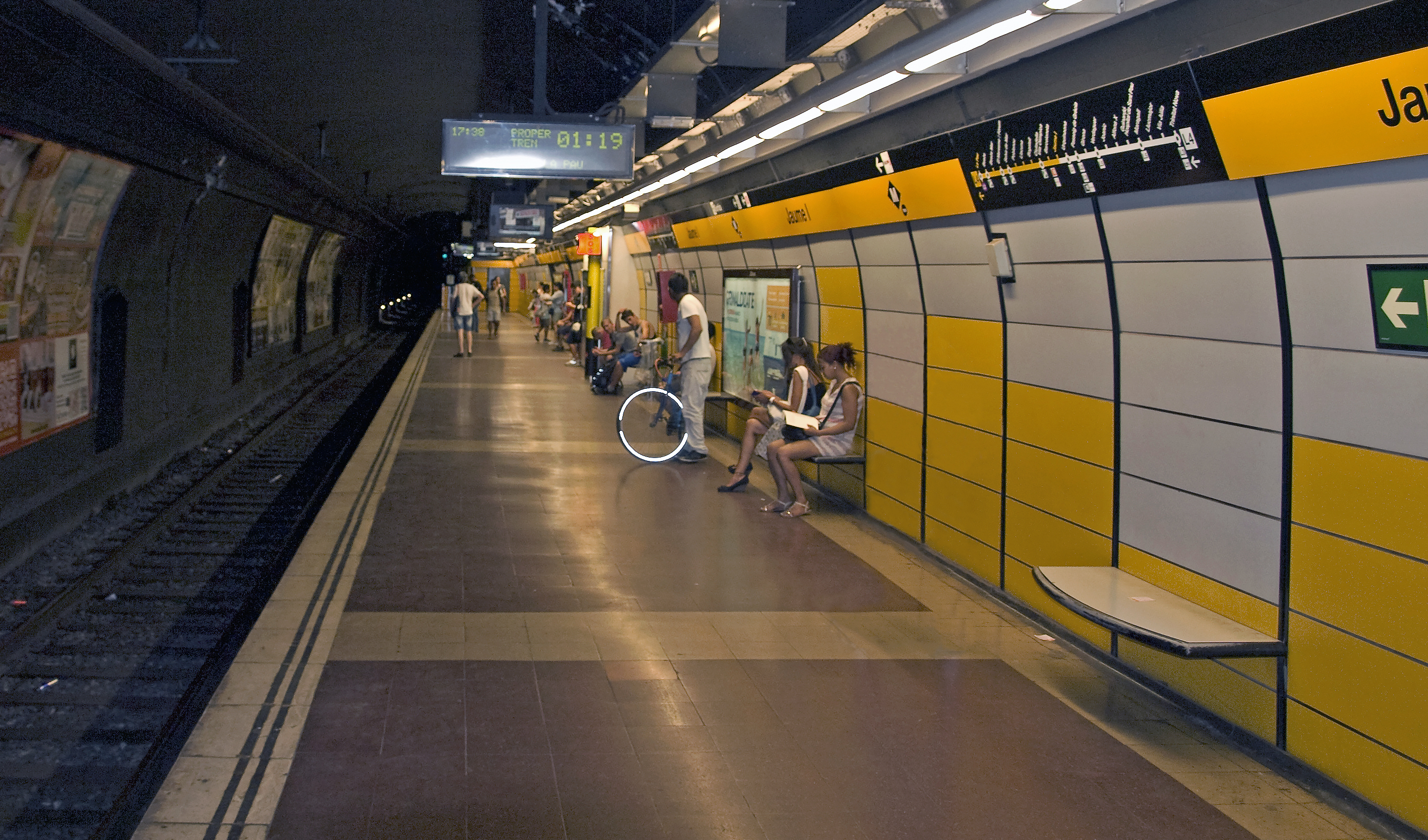
Andenes de la L4 en la estación de Jaume I.

En 1974 la estación de Joanic dejó de ser la estación terminal de la línea debido a la prolongación de 1.528 metros que se ejecutó desde Joanic hasta Guinardó con una estación intermedia, Alfonso X. Guinardó en 2009 pasó a denominarse "Guinardó-Hospital de Sant Pau" para hacer referencia a la proximidad del Hospital de la Santa Cruz y San Pablo.
En 1982, dos años más tarde de lo previsto, se inauguró el tramo siguiente, Maragall-Vía Julia (entonces Roquetes) con tres nuevas estaciones y una longitud de 3.410 metros. Este fue el primer tramo de metro que inauguró la recién restaurada Generalidad de Cataluña tras la dictadura.
En 1999 se amplió la línea en una estación, llegando así a la actual estación terminal de Trinitat Nova. Además, se hizo efectivo el cambio de nombre de la estación de «Roquetes» por «Via Júlia» y se anunció la creación de algún tipo de transporte entre esta estación y Can Cuiàs (posteriormente se definiría como la actual Línea 11).

### Tramo la Pau - Pep Ventura
El tramo la Pau-Pep Ventura se planificó con la idea de que formase parte de la línea V (posteriormente L5) y haciéndola llegar así a Badalona, Las obras de este tramo comenzaron en 1977. La conexión prevista entre la Paz y Sagrada Familia (L5) no se había construido, así que se inauguraría en 1985 integrada de forma provisional en la línea IV (actual L4), ya que en el Plan de Metros de 1984 proyectaba que para 1995 este tramo formase parte de la línea 2. Los plazos no se cumplieron y en 1997 la línea 2 alcanzaba la Pau sin hacerse efectivo el cambio.
En 1997 se constituyó la Autoridad del Transporte Metropolitano (ATM) con el fin de coordinar el transporte público del área metropolitana de Barcelona. La ATM incluyó esta intervención en el Plan Director de Infraestructuras 2001-2010, ya que los estudios de movilidad así lo aconsejaban. En junio de 2002 se cerró parte de la línea 4, entre Selva de Mar y Pep Ventura, para hacer obras en el tramo final de la L4, pasando a formar parte de la L2. El Tramo entre Selva de Mar y la Pau, que no estaba afectado por el cambio de línea, también se cerró para construir la estación Maresme-Fòrum.
Las obras incluyeron la adaptación de los accesos, la instalación de nueva catenaria y nuevos sistemas de seguridad. El 1 de octubre de 2002, después de tres meses de obras, se hacer efectivo el cambio de línea y se reabrió el tramo La Pau-Pep Ventura como parte de la línea 2, llegando esta así a los 13,1 kilómetros de longitud.

### L11: nueva línea o prolongación
La línea 11 se proyectó en la práctica como una extensión de dos kilómetros de la L4 en el extremo de Trinitat Nova en dirección noreste. En dicha estación, la línea 4 y la línea 11 comparten andén central, estacionando los trenes de una línea en una de las vías laterales y los trenes de la otra línea a la otra. La línea 11 inició las obras en 2001 y se puso en funcionamiento en 2003 siendo un metro ligero. En el momento de la construcción, se tuvieron en cuenta algunos aspectos según los estándares del metro por si en el futuro se decidiera prolongar la L4, como la reserva de 400 metros para alargar los andenes y no pasar el máximo pendiente permitido en el metro convencional de 4%.

### Tramo la Pau - la Sagrera
El Tramo La Pau-La Sagrera está compuesto por dos subtramos y tendrá tres nuevas estaciones. Uno de ellos, entre las cocheras del Triángulo Ferroviario y la Sagrera, ha sido construido al mismo tiempo que la línea 9 y actualmente, desde 2010, es utilizado por la L9 mientras se construye el tramo central de esta línea. El otro tramo es el comprendido entre la estación de la Pau y las cocheras del Triángulo Ferroviario, el cual aún no ha sido construido. El proyecto prevé que las obras sean a cielo abierto, con doble vía paralela. A partir de las cocheras, la configuración será de dos vías superpuestas una encima de la otra. El tramo entre la Pau y las cocheras, que incluye la estación de Santander, tiene una longitud de medio kilómetro y aún no ha comenzado su construcción. La apertura de las estaciones de la L4 de Sagrera (en uso por la L9) y Sagrera-TAV (en construcción) depende también de la finalización de la línea 9.

## Futuras ampliaciones
Tanto el Plan Director de Infraestructuras 2001-2010 de la Autoridad del Transporte Metropolitano como el del 2009-2018 plantea la prolongación desde la estación La Pau hasta Sagrera con tres nuevas estaciones y 3,7 kilómetros de longitud. Las estaciones son las siguientes:
- Santander: en el cruce de las calles de Can Oliva y Santander.
- Sagrera-TAV: con correspondencia con Cercanías, líneas de larga distancia y la L9 y L10 del metro de Barcelona.
- La Sagrera: con correspondencia con Cercanías, la L1, L5, L9 y L10 del metro de Barcelona.